# Celebrity Skin (sång)
"Celebrity Skin" är en låt av den amerikanska rockgruppen Hole, utgiven som den första singeln från albumet med samma namn den 1 september 1998. Det är Holes mest framgångsrika låt, deras enda singeletta på Billboard-listan Modern Rock Tracks. I oktober 2011 hamnade låten på plats 126 på NMEs lista "150 Best Tracks of the Past 15 Years". Låten skrevs och spelades in 1997 efter ett planerat uppehåll 1996 då Love ägnade tid åt sin filmkarriär. Enligt Love har låtskrivarkollegan Billy Corgan, frontfigur i The Smashing Pumpkins, skrivit låtens huvudriff. Under en medverkan i TV-showen Later... with Jools Holland 1995 skämtade Love om att låten fick sitt namn "för att [hon] rörde mycket av den".
Videon till låten regisserades av Nancy Bardawil.

## Låtlista
- Brittisk CD-singel

1. "Celebrity Skin" (Love/Erlandson/Corgan) – 2:47
2. "Best Sunday Dress" (Love/Erlandson/Bjelland) – 4:26
3. "Dying" (original demo) (Love/Erlandson/Corgan) – 3:08

- Brittisk 7"-singel

1. "Celebrity Skin" (Love/Erlandson/Corgan) – 2:47
2. "Best Sunday Dress" (Love/Erlandson/Bjelland) – 4:26

- Amerikansk promo-singel

1. "Celebrity Skin" (Love/Erlandson/Corgan) – 2:47

- Europeisk begränsad CD-singel

1. "Celebrity Skin" (Love/Erlandson/Corgan) – 2:47
2. "Best Sunday Dress" (Love/Erlandson/Bjelland) – 4:26
3. "Dying" (original demo) (Love/Erlandson/Corgan) – 3:08

- Japansk CD-singel

1. "Celebrity Skin" (Love/Erlandson/Corgan) – 2:47
2. "Reasons to Be Beautiful" (Love/Erlandson/Auf der Maur/Gaffey/Zadorozny) – 5:19
3. "Dying" (original demo) (Love/Erlandson/Corgan) – 3:44

## Listplaceringar
| Lista (1998)                         | Högsta position |
| ------------------------------------ | --------------- |
| Australiska singellistan             | 24              |
| Kanadensiska rock/alternative-listan | 1               |
| Franska singellistan                 | 64              |
| Nyzeeländska singellistan            | 33              |
| Svenska singellistan                 | 43              |
| Brittiska singellistan               | 19              |
| USA Billboard Hot 100                | 85              |
| USA Billboard Modern Rock Tracks     | 1               |